# Tristessa
Este artículo se refiere a la novela corta de Jack Kerouac. Si desea consultar la canción de The Smashing Pumpkins, véase Tristessa (song)
Tristessa es una novela del escritor de la Generación Beat, Jack Kerouac, ambientada en la Ciudad de México. La novela toma como referencia la relación del autor con una prostituta mexicana (el personaje principal). El nombre verdadero de esta mujer era Esperanza; Kerouac cambió su nombre por Tristessa ("tristeza").
La novela está traducida al español por Jorge García-Robles, de la Ciudad de México.
Allen Ginsberg, al referirse al libro, escribió, "Tristessa es una meditación narrativa que estudia una gallina, un gallo, una paloma, un gato, un perro Chihuahua, carne de familia y a una señora deslumbrante y drogadicta”. En "Tristessa", Kerouac intenta que el lector se forme una imagen de tranquila transcendencia en circunstancias agitadas y, a veces, peligrosas. Narra cronológicamente la vida pobre de "Tristessa" y su adicción a la morfina con descripciones cargadas de elementos que hacen alusión a su inocencia y belleza santa. 
Al inicio de la novela, Kerouac se propone transmitir sus creencias budistas, las cuales se enredan como una metáfora con el nuevo idioma y cultura con los que Kerouac intenta familiarizarse en la historia.
La primera reacción que el lector tiene de la vida marginada y pobre de Tristessa y de la naturaleza autodestructiva de su adicción contrasta con la belleza de las descripciones de Kerouac. A este estudio de la vida de una drogadicta pasa a formar parte el personaje de Old Bull Gaines, Bill Garver en la vida real, un buen amigo de William Burroughs y de otros escritores de la Generación Beat, que desempeña el papel de traficante y curandero de Tristessa cuando Jack no es capaz de ser lo que ella necesita.

## Personajes[1]
"Los primeros editores no me permitieron utilizar los nombres reales en mis obras."

| Nombre               | Personaje       |
| -------------------- | --------------- |
| Jack Kerouac         | Jack Duluoz     |
| Bill Garver          | Old Bull Gaines |
| Al Sublette          | Al Damlette     |
| Esperanza Villanueva | Tristessa       |